# برنارد كايزر
برنارد كايزر (بالألمانية: Bernhard Kayser)‏ هو طبيب عيون وطبيب ألماني، ولد في 6 أغسطس 1869 في مدينة بريمن في ألمانيا، وتوفي في 1954 في شتوتغارت في ألمانيا.